# Fischertechnik

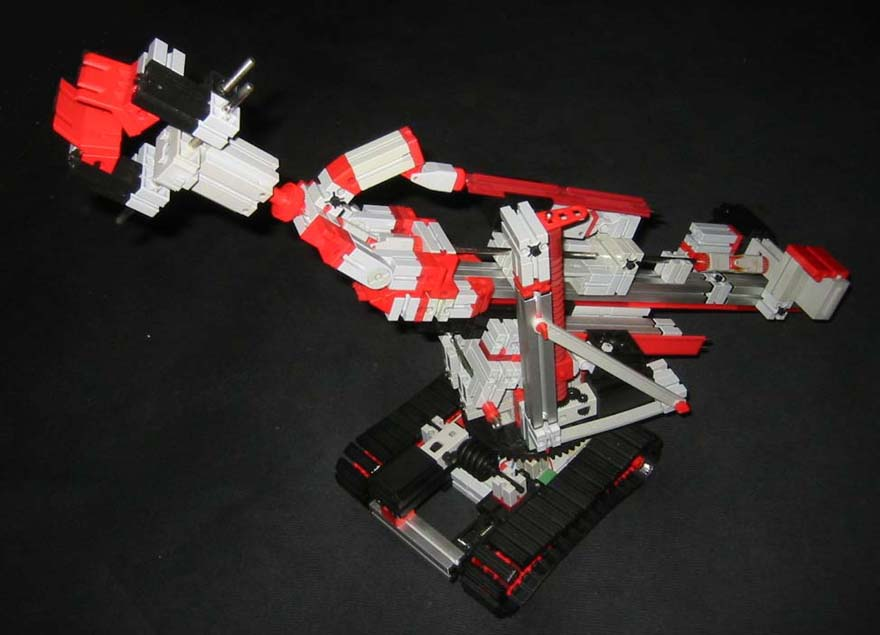
Model van fischertechnik

Fischertechnik (altijd beginnend met een kleine letter) is een constructie- en bouwsysteem waarmee op schaal echt functionerende modellen worden gemaakt.

## Geschiedenis
Fischertechnik is in 1964 uitgevonden door de Duitser Artur Fischer en werd een productgroep van fischerwerke, de fabrikant van bevestigingstechnieken.
Toen in 1965 een creatieve werknemer van nylon restmateriaal een soort voertuigje in elkaar zette, besloot het bedrijf om dit als aardig kerstpresentje aan alle werknemers in de bouwwereld op te sturen. De reacties waren zeer positief en het bleek zo goed in de smaak te vallen, dat er veel vraag naar kwam. Men besloot toen een aparte divisie op te richten. Sinds 1966 wordt fischertechnik op bescheiden schaal geproduceerd en verkocht.
Er zijn geen grote reclamebudgetten. De filosofie is "kwaliteit verkoopt zichzelf". Bovendien maakt de productgroep fischertechnik maar 10% uit van de gehele omzet.

## Materiaal
Fischertechnik wordt voornamelijk gemaakt van de kunststof nylon (polyamide). De kern van het systeem is een unieke schuif/knelconstructie, waarbij nokjes in een ronde, half open gleuf worden geschoven. Dit levert een sterke verbinding op. Bovendien kan in alle richtingen aangebouwd worden.
Er bestaan motoren in verschillende maten, aangepaste elektronica (flipflop), minischakelaars, sensoren (licht, temperatuur, infrarood, vocht, etc.), interface, pneumatiek, hydraulica, mechanica, voertuigtechnieken, enzovoort.